# Kongstrup (Ågerup Sogn)
 For alternative betydninger, se Kongstrup. (Se også artikler, som begynder med Kongstrup)
Kongstrup ligger i Ågerup Sogn, Holbæk Kommune.
|  | Denne artikel om lokaliteten Kongstrup (Ågerup Sogn) kan blive bedre, hvis der indsættes et (bedre) billede. Du kan hjælpe ved at afsøge Wikimedia Commons for et passende billede eller lægge et op på Wikimedia Commons med en af de tilladte licenser og indsætte det i artiklen. |

55°40′37″N 11°45′06″Ø / 55.677°N 11.7518°Ø